# Duc de Marlborough
Les titres de comte de Marlborough (Earl of Marlborough) puis duc de Marlborough ont été créés plusieurs fois dans la pairie d'Angleterre. Ils sont nommés d'après la ville de Marlborough.

## Liste des comtes et ducs

### Comtes de Marlborough, première création (1626)
- James Ley (1552-1629)
- Henry Ley (1595-1638)
- James Ley (1618-1665)
- William Ley (1612-1679)

### Comtes de Marlborough, seconde création (1689)
- John Churchill (1650-1722), 1er comte 1689, puis duc en 1702

### Ducs de Marlborough (1702)
- 1702-1722 : John Churchill (1650-1722), 1er duc de Marlborough, baron Churchill (1682), comte de Marlborough (1689) ; créé duc de Marlborough après ses premiers succès dans la Guerre de Succession d'Espagne.
- 1722-1733 : Henrietta Churchill (1681-1733), 2e duchesse de Marlborough ;
- 1733-1758 : Charles Spencer (1706-1758), 3e duc de Marlborough ;
- 1758-1817 : George Spencer (1739-1817), 4e duc de Marlborough ;
- 1817-1840 : George Spencer-Churchill (1766-1840), 5e duc de Marlborough, 1er baron Spencer de Wormleighton (1806) ;
- 1840-1857 : George Spencer-Churchill (1793-1857), 6e duc de Marlborough ;
- 1857-1883 : John Spencer-Churchill (1822-1883), 7e duc de Marlborough ;
- 1883-1892 : George Spencer-Churchill (1844-1892), 8e duc de Marlborough ;
- 1892-1934 : Charles Spencer-Churchill (1871-1934), 9e duc de Marlborough ;
- 1934-1972 : John Spencer-Churchill (1897-1972), 10e duc de Marlborough ;
- 1972-2014 : John George Vanderbilt Spencer-Churchill (1926-2014), 11e duc de Marlborough ;
- depuis 2014 : Charles James Spencer-Churchill (né en 1955), 12e duc de Malborough.

### Sources
- « Dukes of Marlborough » sur Leigh Rayment's Peerage Page.